# Yate de lujo

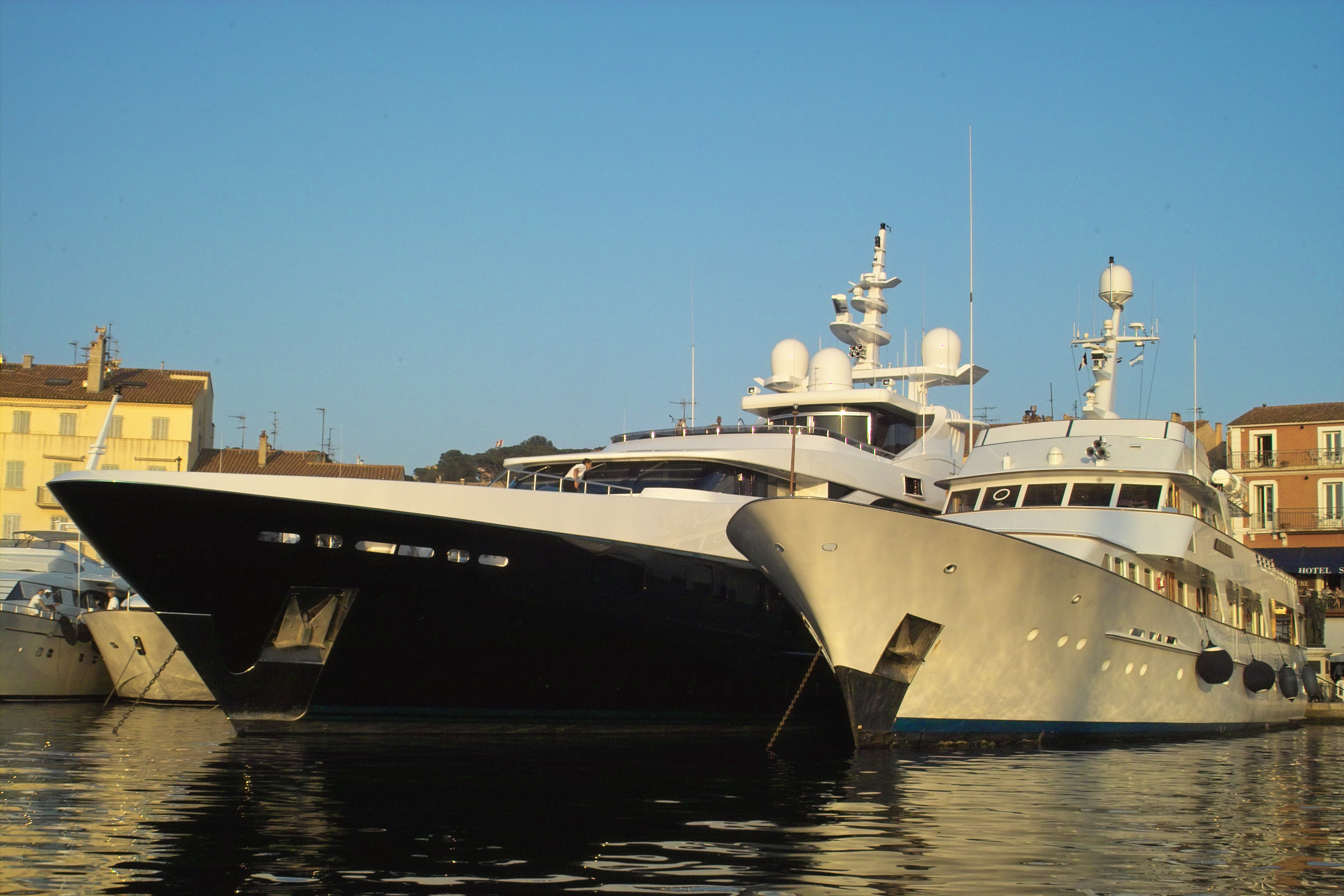
Saint-Tropez (Francia) es famoso por sus yates de lujo.

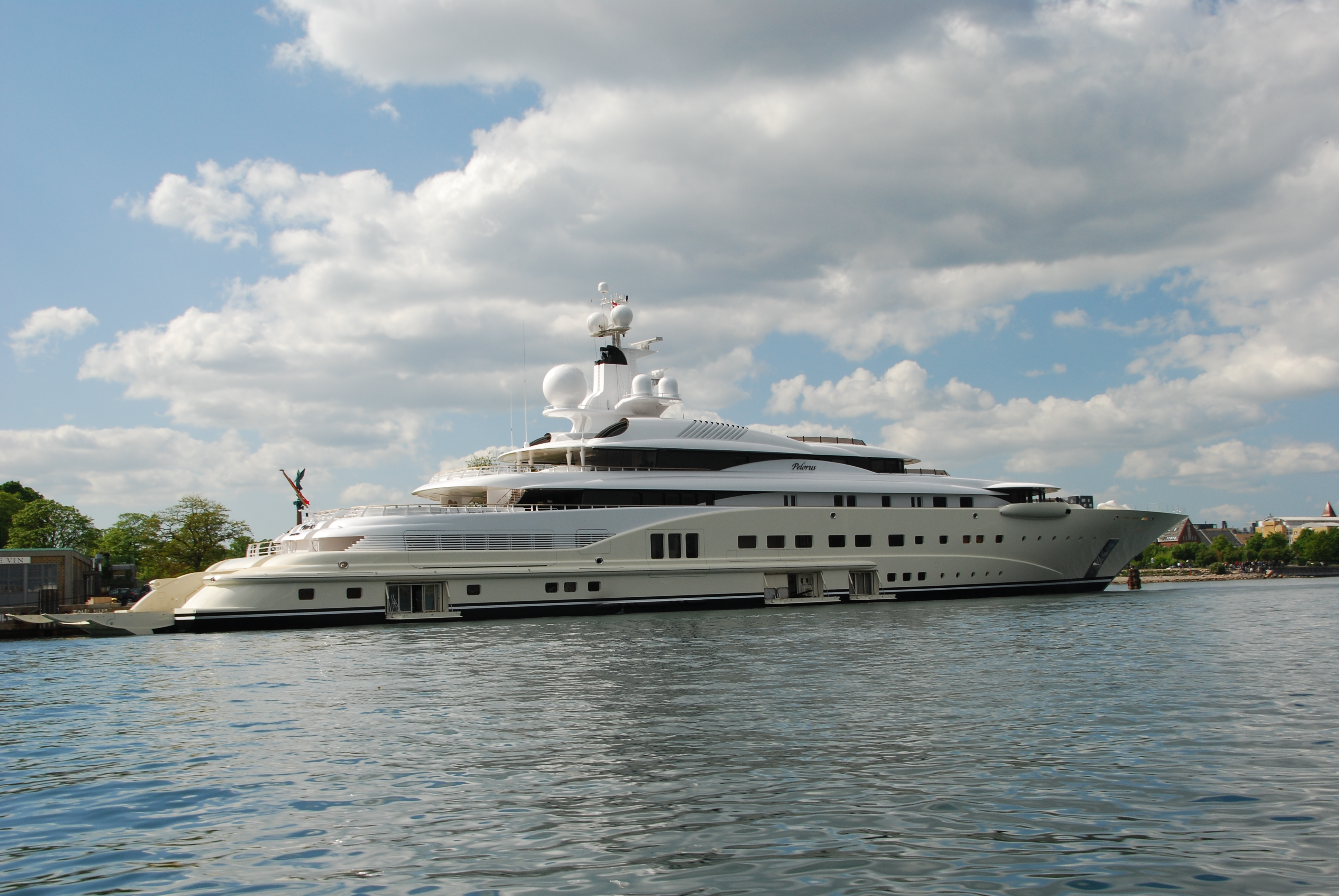
Yate Pelorus en Copenhague.

Un yate de lujo, también llamado superyate o megayate, es una embarcación de recreo grande y lujosa. No existen definiciones oficiales o acordadas para este tipo de yates, pero estos términos se utilizan regularmente para describir yates de motor o de vela con tripulación profesional, que van desde 40 metros hasta más de 180 metros de eslora y, a veces, incluyen yates de tan solo 24 metros.
Los superyates suelen estar disponibles para alquilar con un personal que atiende a los huéspedes con un alto nivel de comodidad. Pueden estar diseñados para enfatizar la comodidad, la velocidad o la capacidad de expedición. Dependiendo de la temporada, los superyates se encuentran con mayor frecuencia en el mar Mediterráneo o el mar Caribe. Muchos están disponibles para alquiler a precios que superan los cien mil euros por semana. Los ejemplos más grandes pueden tener más de una piscina; pueden llevar una variedad de juguetes acuáticos, otros botes y algunos tienen helipuertos incluso para recibir invitados desde helicópteros.
Caracterizados como símbolos «de gran riqueza y consumo excesivo», los superyates han sido controvertidos debido a su impacto ambiental adverso. Según una estimación, un superyate es el objeto más contaminante que una persona puede poseer, más que los aviones de negocios privados. Un superyate, lo suficientemente grande como para albergar un helipuerto, un submarino y una tripulación permanente, emite 1500 veces más carbono al año que un automóvil familiar típico.

## Renta

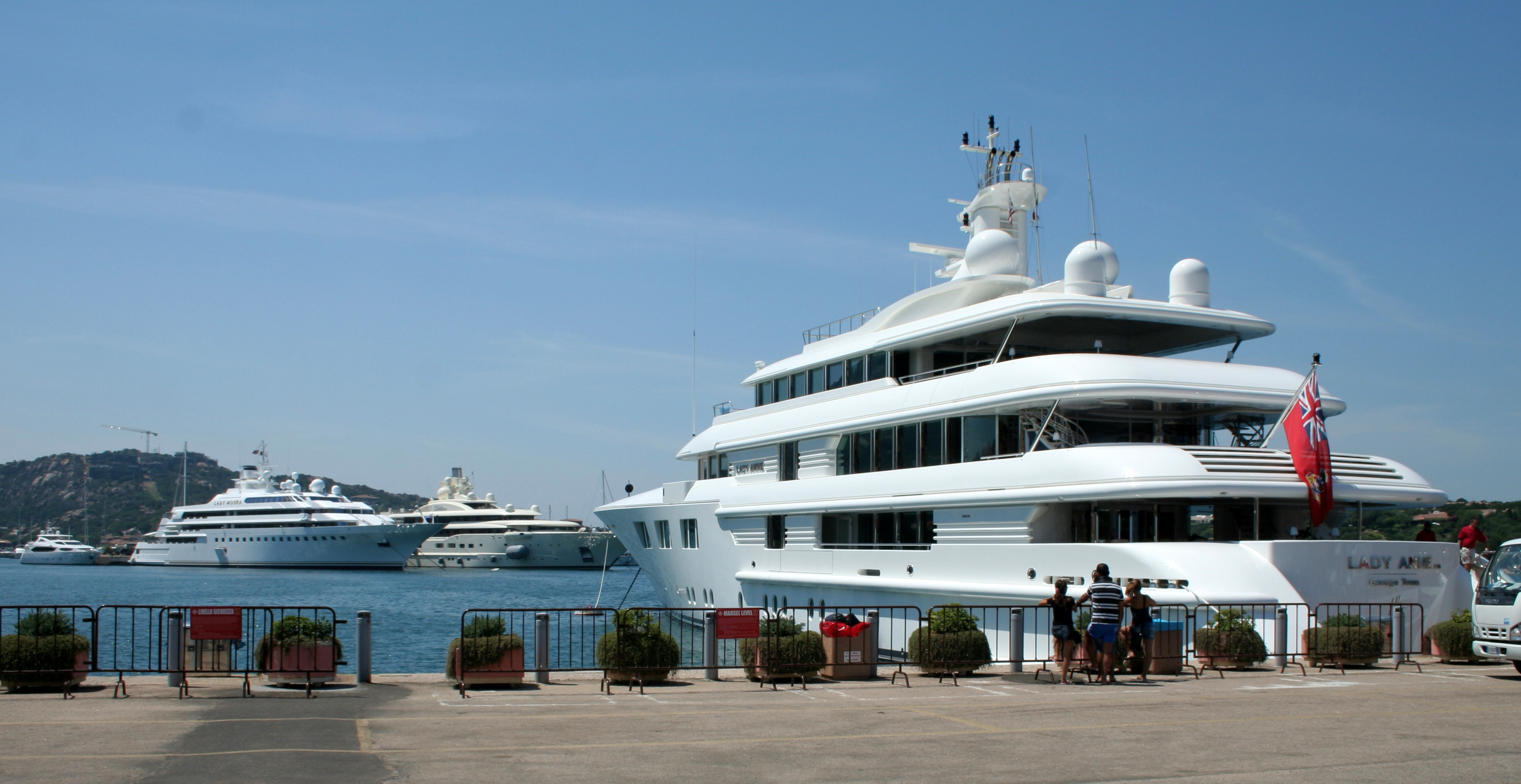
Superyates en el puerto de Porto Cervo, Cerdeña.

Algunos yates son utilizados exclusivamente por propietarios privados, otros funcionan durante todo el año como negocio, y un gran número son de propiedad privada, pero disponibles para su alquiler a tiempo parcial. La tasa semanal por el alquiler de yates de lujo en todo el mundo oscila entre 20 000 y 661 500 euros. 
Los gastos de aproximadamente un 25-30%, como alimentos y combustible se pagan como extra, así como un 15-20% de propina para la tripulación habitual por un buen servicio. La industria de alquiler de megayates funciona de manera eficaz porque los propietarios de yates privados mitigan sus gastos de funcionamiento con los ingresos por alquileres, así como el mantenimiento de los yates y sus tripulaciones en orden.
Arrendar yates privados (en lugar de ser propietarios de los mismos) se considera en general menos costoso y con menos problemas, y proporciona más opciones relacionadas con el tipo de yate, la ubicación y la tripulación.

## Diseño y maquetación

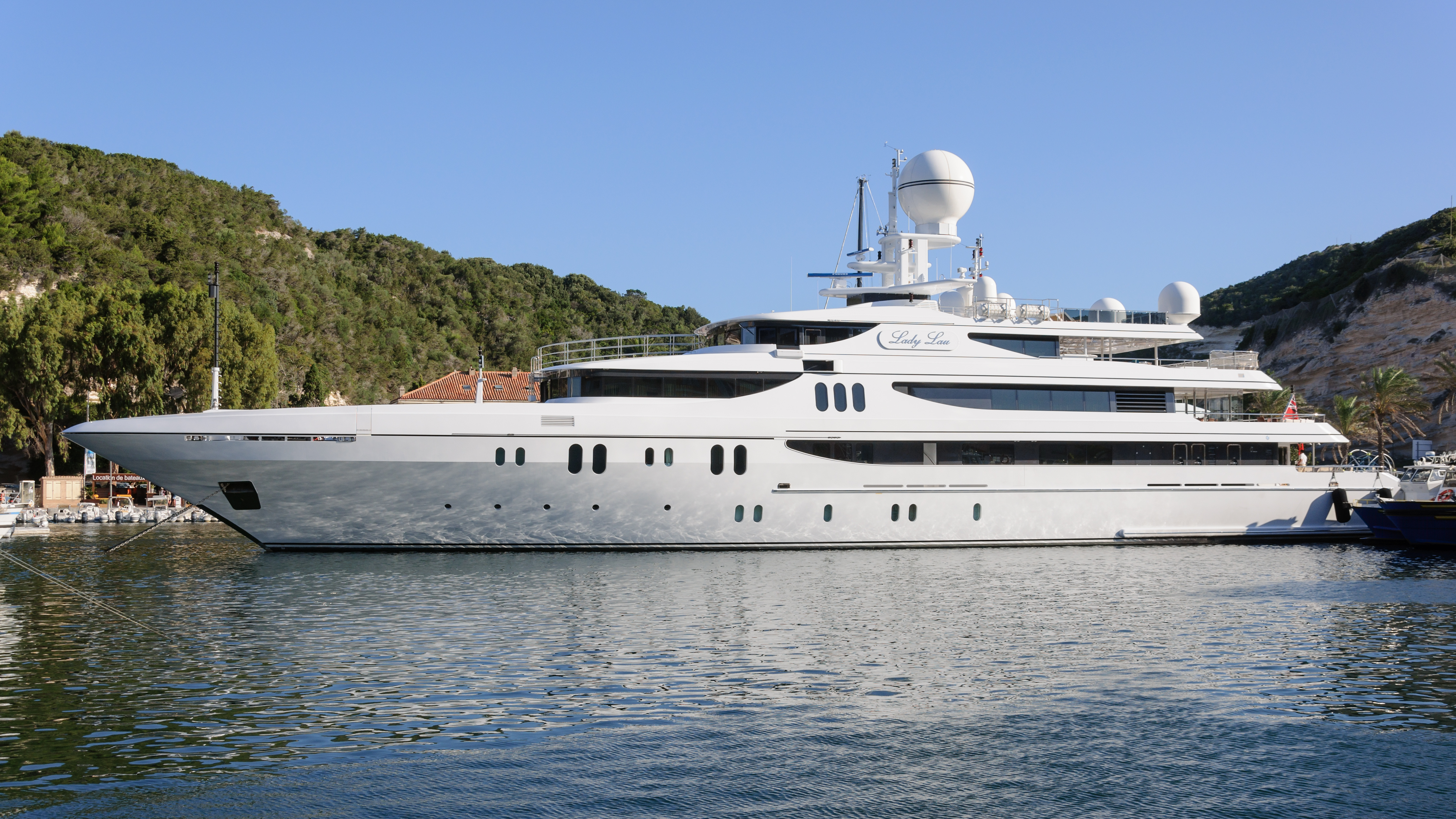
Superyate Lady Lau en el puerto de Bonifacio.

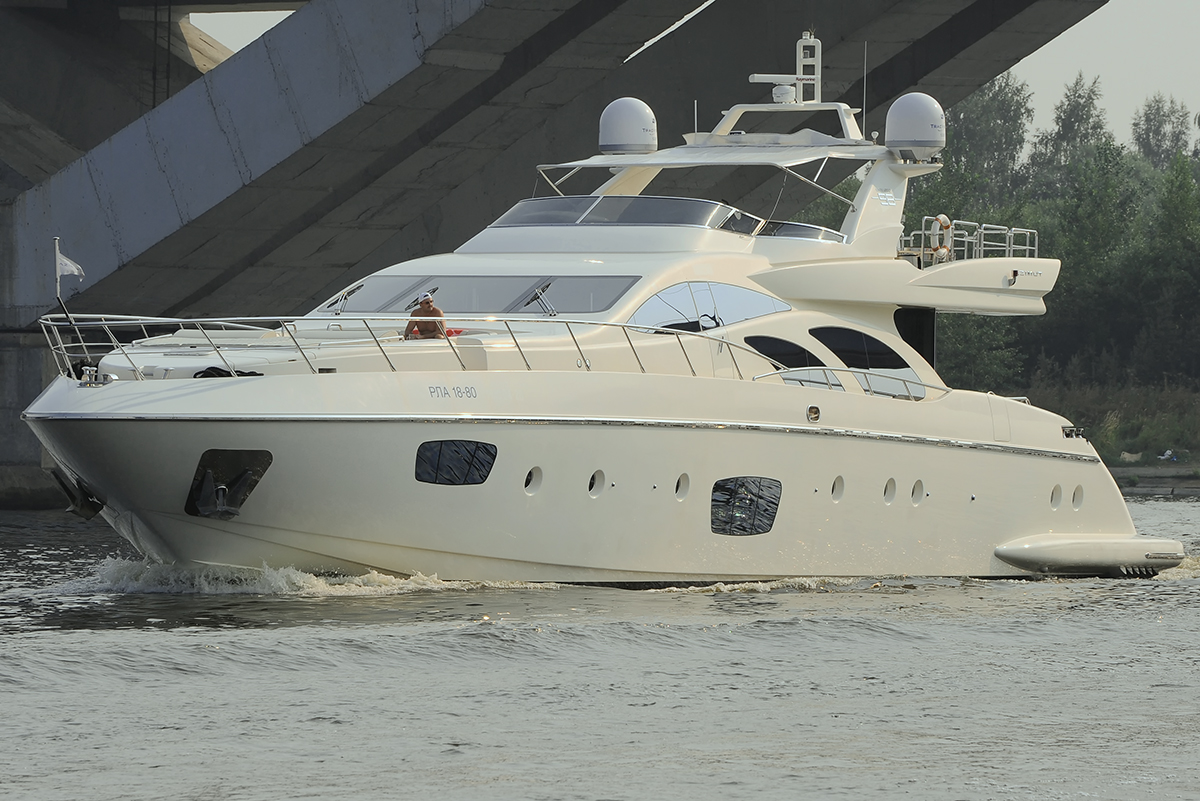
Azimut y su filial Benetti, habían fabricado juntos más de 800 superyates hasta 2019.

Yates de 24 metros y más pueden calificarse para premios de diseño de la Superyacht Society, pero en la parte inferior de esta escala los yates no necesariamente son tripulados y muchos figuran en la longitud mínima para un superyate mucho más elevados. Unos 45 a 50 m (148 a 164 pies) del yate, el más pequeño con una aceptación general a la reclamación superyacht, normalmente será de tres pisos con cabinas para 10-12 personas (que es un número preferido, más común que la de 14, y se encuentra en los barcos a través de una muy amplia gama de tamaños), y para una tripulación de un tamaño similar. El alojamiento en este tipo de barco es típicamente como sigue:
- cubierta inferior: natación exterior de la plataforma en la popa, cuatro (a veces cinco) huéspedes cabañas con baño privado o ducha popa; Mitad sala de máquinas, la tripulación de cuartos hacia adelante.
- Cubierta principal: abrigo exterior cubierta de popa en el salón principal, salón comedor y cocina; entrada Mitad; transmita la suite del propietario, por lo general incluye tanto un estudio o un segundo gemelo stateroom.
- cubierta superior: exterior de la cubierta de popa, a menudo utilizado para cenar al aire libre, segundo salón (a menudo llamado el cielo salón); personal dentro o fuera de la barra o ambos; sexto stateroom se Mitad si no está en el piso inferior o parte de la del propietario suite, gimnasio (puede estar en el piso inferior o parte de la suite del propietario); cabina del capitán; puente.
- Cubierta para ò de sol: en el techo del piso superior, a menudo incluye un jacuzzi.

Yates de alrededor de 65 metros (213 pies) son casi siempre construidos para individuales y su costó puede llegar a ser de decenas de millones de dólares (la mayoría de los super-yates cuestan mucho más que las casas de los propietarios, a pesar de que esos hogares tienden a ser muy deseables). Un yate de este tamaño por lo general tiene cuatro cubiertas por encima de la línea de agua y uno o dos más por debajo. Es probable que tenga una plataforma de aterrizaje para helicópteros. Aparte de los camarotes de huéspedes adicionales, que pueden incluir uno o más "suites VIP", además de la suite del propietario, las instalaciones de un yate de 50 metros puede incluir algunos o en su totalidad de la cubierta jacuzzis, sauna y salas de vapor, un salón de belleza y masajes y otras salas de tratamiento, un centro médico, una discoteca, un cine, piscina (posiblemente con un fabricante de olas), un cuarto de juegos, y más zonas como un bar, comedor secundario, salones privados o una biblioteca.
Hasta la fecha los yates tienen múltiples televisores de pantalla plana y comunicaciones por satélite.

## Gigayate

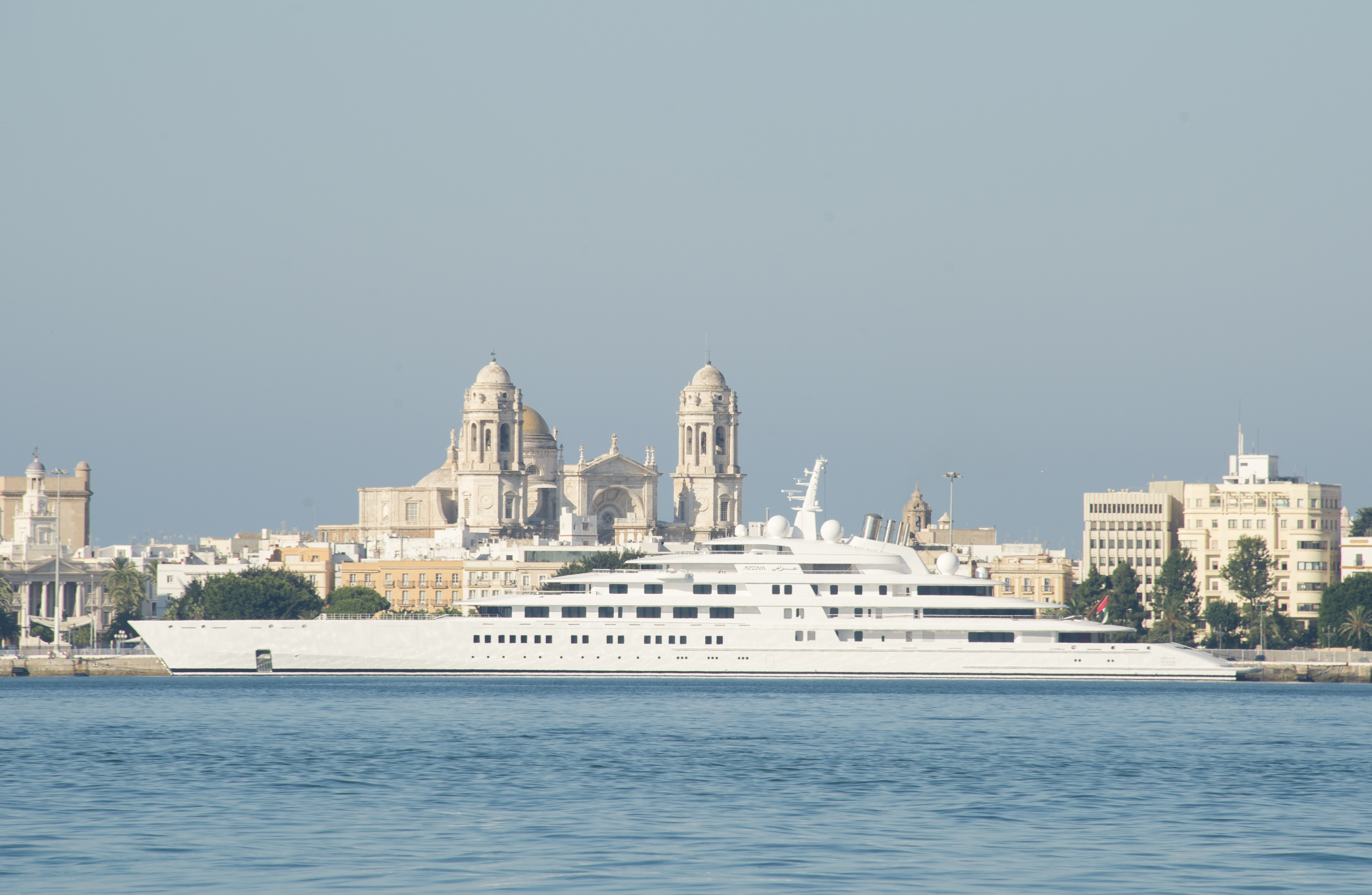
M/Y Azzam, visto aquí en Cádiz (España) durante el verano de 2020, es el yate más largo del mundo.

Aunque no existe una completa coincidencia a la hora de definir este término, se emplea para referirse a los buques de recreo de más de cien metros de eslora.
Típicamente tienen cinco o más cubiertas por encima de la línea de flotación y un mínimo de dos por debajo. Los yates más largos han empezado a incorporar características como hangares para helicóptero, piscinas techadas y minisubmarinos. El creciente número de "pequeños" superyates ha llevado a la introducción de términos hiperbólicos como megayate y gigayate, para identificar a la élite de los yates de lujo.

## Yates hundidos
- Yogi: yate de 60 metros, hundido accidentalmente el 17 de febrero de 2012, sin víctimas mortales.
- My Saga: yate de 39 metros, naufragó accidentalmente el 23 de agosto de 2022, sin víctimas mortales.
- MY 007: yate de 49 metros, se hundió accidentalmente el 2 de septiembre de 2022, sin víctimas mortales.
- Bayesian: yate velero de 56 metros, se hundió el 19 de agosto de 2024, con siete víctimas mortales.